# Zakk Wylde
Zachary Phillip Wylde, nato Jeffrey Phillip Wielandt, detto Zakk (Bayonne, 14 gennaio 1967), è un polistrumentista, cantante e compositore statunitense.
Noto per essere stato a lungo il chitarrista di Ozzy Osbourne nonché fondatore e frontman dei Black Label Society, è stato inserito all'ottava posizione nella classifica dei cento migliori chitarristi metal di Guitar World.

## Biografia
All'età di otto anni iniziò a suonare la chitarra dedicandovisi seriamente verso i quattordici anni, prendendo lezioni dal figlio del suo insegnante di football LeRoy Wright. Sempre in adolescenza formò la sua prima band, gli Stone Henge, in cui suonava canzoni di Ozzy Osbourne, Black Sabbath e Rush. Proprio in quel periodo conobbe Barbaranne Caterina, sua compagna di classe alla Jackson Memorial High School che poi diventerà sua moglie.
Dopo il diploma nel 1985, all'età di diciotto anni trovò lavoro in un supermarket senza tuttavia trascurare la musica: in questo periodo militò negli Zyris, in cui rimpiazzò Dave Linsk (in seguito nella thrash metal band Overkill). Da questo momento scelse lo pseudonimo "Zakary Wyland" (Zaccaria delle Terre Selvagge), ispirandosi al Dr. Zachary Smith, personaggio della serie TV Lost in Space.
La sua tecnica strumentale raggiunse livelli eccelsi tant'è che, non ancora ventenne, divenne docente di chitarra a Jackson (New Jersey).

### Ozzy Osbourne
Nel 1987 il chitarrista sentì alla radio, durante lo show di Howard Stern, che Ozzy Osbourne, ex cantante dei Black Sabbath in piena carriera solista, stava cercando un chitarrista dopo l'abbandono di Jake E. Lee; Zakk era un grandissimo fan dei Sabbath e del primo chitarrista di Ozzy, Randy Rhoads, e pertanto decise di tentare di diventare il suo nuovo chitarrista.
Con l'aiuto di un suo amico e collega negli Zyris, Jim Matlosz, registrò una demo di cinque tracce contenente dei riff, gli assoli di Flying High Again e di Mr. Crowley (brani di Osbourne originariamente suonati da Rhoads) nonché alcuni pezzi per chitarra classica, allegando anche delle foto. Terminata l'audizione tornò a casa credendo che fosse stato tutto inutile, ma qualche settimana dopo venne contattato da Sharon Osbourne, moglie e manager di Ozzy, che gli propose di entrare nella band del marito: a soli diciannove anni entrò quindi a far parte della band di Osbourne. Una volta ottenuto il posto cambiò ufficialmente il suo nome in Zakk Wylde, prendendo spunto dal nome di un investigatore di un suo fumetto preferito.
Nell'agosto del 2009 Ozzy assumerà come nuovo chitarrista Gus G, sino al 2017. Wylde è tornato a far parte della band di Ozzy Osbourne a partire da aprile 2017. Al rientro dello storico chitarrista nella band sono seguiti un tour prima negli Stati Uniti e poi in tutto il mondo per il suo No More Tours 2. Torna a collaborare con Osbourne anche nel 2022 con l'album Patient Number 9. Nel luglio 2025 partecipa al concerto d'addio di Ozzy e dei Black Sabbath a Birmingham.

### I Black Label Society
Nel 1998, dopo lo scioglimento dei Pride and Glory, decide di fondare una nuova band: i Black Label Society. Il 28 ottobre 1998 la band pubblicò il suo primo album, intitolato Sonic Brew, pubblicato con la Spitfire Records e John "JD" DeServio. Il disco presentò sonorità molto più vicine al groove metal che ai suoi altri album. Visto il successo della band, vennero pubblicati gli album Stronger Than Death, e 1919 Eternal; la band poté così continuare la propria attività anche negli anni 2010, con gli album The Song Remains Not the Same (2011), e Catacombs of the Black Vatican (2014), dopodiché, l'attività discografica e dal vivo della band ha subito un rallentamento, a causa del rientro di Wylde nella band di Ozzy Osbourne.

### La collaborazione con Derek Sherinian
Dal 2001 inizia a suonare nella band di Derek Sherinian, ex tastierista dei Dream Theater, incidendo l'album Inertia e prendendo parte al suo tour. È anche chitarrista nel suo album del 2009 Molecular Heinosity, e, dopo aver interrotto per un periodo la collaborazione, tornano a suonare insieme nel 2020 nell'album The Phoenix, e in Vortex, pubblicato nel 2022.

### Altre attività

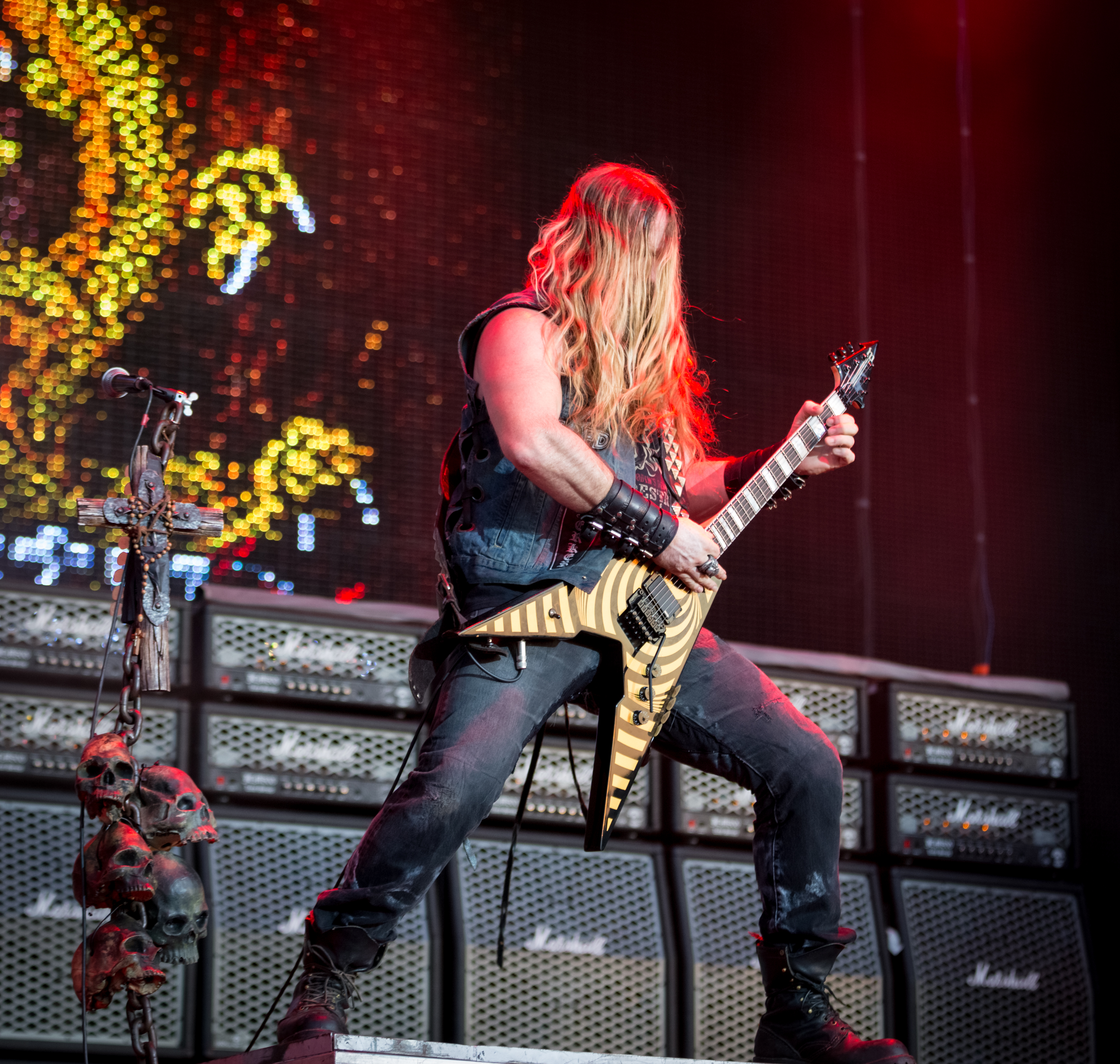
Zakk Wylde con i Black Label Society nel 2015

Oltre all'attività con Osbourne e con i Black Label Society, ha partecipato a innumerevoli progetti: è stato fondatore della band southern rock Pride & Glory, che realizzò solamente un album omonimo, e nel 1996 incise un album solista intitolato Book of Shadows, caratterizzato da uno stile musicale che voleva sperimentare da tempo.
Wylde ha anche partecipato alla composizione del disco tributo ai Led Zeppelin, ha suonato alcune tracce nell'album solista dell'ex batterista dei Black Sabbath Bill Ward e con i Damageplan del suo amico Dimebag Darrell, nel loro unico album in studio New Found Power e precisamente nel brano Soulbleed.
Nel 2008 ha prestato la sua immagine al videogioco Guitar Hero World Tour: durante la modalità carriera è possibile scontrarsi con lui e suonarci insieme. Wylde appare inoltre come chitarrista nelle due canzoni di Ozzy presenti nel gioco (Crazy Train e Mr. Crowley) e ha concesso l'utilizzo di una canzone dei Black Label Society.
Dal 2014 è attivo con la sua cover band Zakk Sabbath, che ripropone dal vivo brani dei Black Sabbath, con Rob "Blasko" Nicholson (Ozzy Osbourne, Cryptic Slaughter, Rob Zombie) e Joey Castillo (Danzig, Queens of the Stone Age), quest'ultimo in sostituzione del membro fondatore John Tempesta. Il gruppo ha pubblicato un EP dal vivo e l'album di cover Vertigo.
Nel gennaio 2016 annuncia che il suo secondo disco solista, intitolato Book of Shadows II, verrà pubblicato l'8 aprile 2016 dalla E1 Music.
Nel 2022 viene annunciato come chitarrista turnista, prendendosi carico dell'eredità di Dimebag Darrell, per il tour di tributo dei Pantera.

### Vita privata
Wylde è sposato con Barbaranne e ha quattro figli: una femmina chiamata Hayley-Rae e tre maschi, Jesse John Michael (chiamato così dal vero nome di Ozzy Osbourne, ovvero John Michael), Hendrix Halen Michael Rhoads (nomi presi da Jimi Hendrix, Eddie Van Halen, Mike Piazza e Randy Rhoads) e Sabbath Page Wielandt (nomi presi dai Black Sabbath e Jimmy Page), nato il 4 luglio 2012. Vive con la famiglia a Castaic, Los Angeles, ed è credente cattolico.

## Stile e influenze

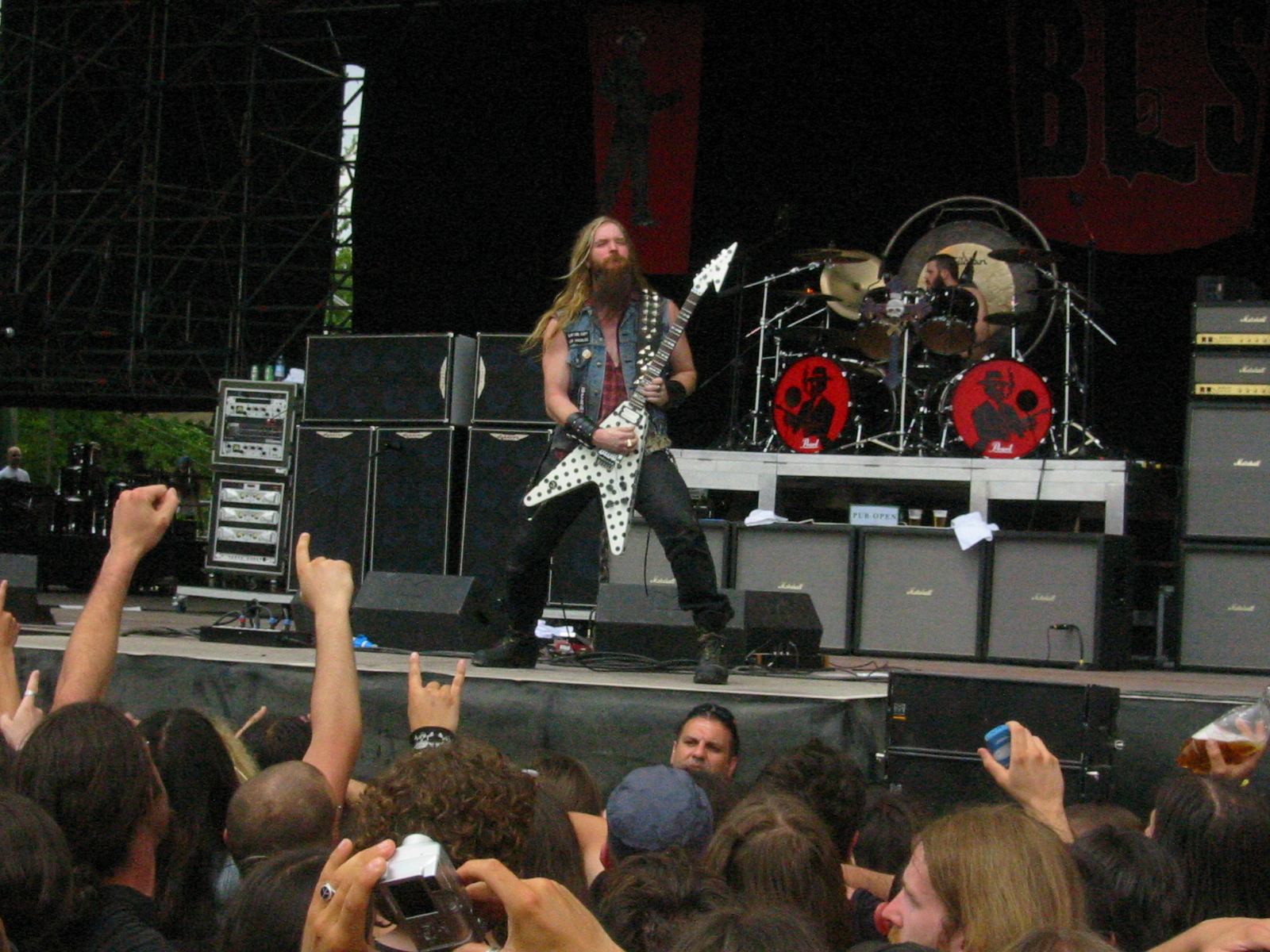
Zakk al Gods of Metal del 2005, a Bologna

Lo stile musicale di Wylde trae ispirazione da chitarristi come Eddie Van Halen, Tony Iommi, Randy Rhoads, Frank Marino e Leslie West; è inoltre appassionato di generi come jazz, blues e country e segue chitarristi come Frank Marino, Albert Lee, John McLaughlin e Al Di Meola.
Il suo stile è caratterizzato dal preponderante utilizzo di armonici artificiali, i quali permettono di emettere suoni simili a dei fischi, e per l'uso della scala pentatonica minore che esegue a plettrate alternate creando un distintivo attacco inatteso. Un'ulteriore caratteristica dello stile di Wylde è l'uso frequente del chicken picking, una tecnica che è solitamente utilizzata nel country e difficilmente riscontrabile nel metal; probabilmente è stato ispirato in ciò da Albert Lee, uno dei suoi artisti di riferimento.

## Equipaggiamento
Zakk è rinomato per l'uso di Gibson Les Paul Custom recanti un bersaglio sul corpo (Bullseye, occhio di bue), design che utilizza per differenziarsi da Randy Rhoads che invece suonava una Les Paul bianca; ironicamente uno dei setup che preferisce è proprio il "Flying V" di Rhoads. Tra le sue altre chitarre si possono citare una Gibson EDS-1275 (che usa per suonare Sold My Soul), una Gibson Chet Atkins acustica, una Polka Dot V, una Custom “Glory” e una Dean Razorback che gli fu regalata da Dimebag Darrell e che usa per suonare dal vivo In This River, brano successivamente dedicato all'amico. Le chitarre da lui usate montano pick-up attivi EMG 81 e 85 e corde Dunlop da lui firmate tranne la Dean Razorback regalatagli da Dime, la quale ha pick-up Seymour Duncan e ponte Floyd Rose.
Gli effetti da lui usati sono (in ordine di collegamento): Dunlop Wylde Wah, Dunlop Wylde Rotovibe, MXR ZW Phase 90 e MXR Wylde Overdrive. Collegati in loop nel send/return in una pedaliera dietro al palco vi sono: MXR Carbon Copy Delay, MXR EVH Flanger e MXR Black Label Chorus (questo a partire dal 2009). Prima di essere sponsorizzato dalla Dunlop prediligeva gli effetti Boss.
La sua catena di effetti è collegata all'ingresso "High Sensivity" della Marshall JCM800 2203, montante valvole 6550 Power Tubes e due casse Marshall 1960B w/ TV Cloth con coni Electro-Voice EVM12L.
Dal 2014 ha iniziato a produrre chitarre e amplificatori tramite il suo personale marchio Wylde Audio. La sua azienda produttrice di chitarre è chiamata Audio Warhammers.
Dal 2022, durante le sue esibizioni per i Pantera, utilizza una chitarra Audio Warhammers richiamante lo stile della caratteristica Dean from Hell, in tributo al suo utilizzatore originale Dimebag Darrell.

## Discografia

### Da solista
Album in studio
- 1996 - Book of Shadows
- 2016 - Book of Shadows II

### Con i Black Label Society
Album in studio
- 1999 – Sonic Brew
- 2000 – Stronger Than Death
- 2002 – 1919 Eternal
- 2003 – The Blessed Hellride
- 2004 – Hangover Music Vol. VI
- 2005 – Mafia
- 2006 – Shot to Hell
- 2010 – Order of the Black
- 2014 – Catacombs of the Black Vatican
- 2018 – Grimmest Hits
- 2021 – Doom Crew Inc.

Album dal vivo
- 2001 – Alcohol Fueled Brewtality
- 2013 – Unblackened
- 2019 – Live at Dynamo Open Air 1999

Raccolte
- 2005 – Kings of Damnation 98-04
- 2009 – Skullage
- 2010 – Berzerkus Tour Sampler
- 2011 – The Song Remains Not the Same

### Con i Pride & Glory
Album in studio
- 1994 - Pride & Glory

### Con i Zakk Sabbath
Album in studio
- 2020 - Vertigo

EP
- 2017 - Live in Detroit

### Con Ozzy Osbourne
Album in studio
- 1988 - No Rest for the Wicked
- 1991 - No More Tears
- 1995 - Ozzmosis
- 1997 - The Ozzman Cometh
- 2001 - Down to Earth
- 2007 - Black Rain
- 2022 - Patient Number 9

Album dal vivo
- 1993 - Live & Loud
- 2002 - Live at Budokan

EP
- 1990 - Just Say Ozzy

### Altre apparizioni
- 1989 - Artisti Vari - Make a Difference: Stairway to heaven/Highway to Hell (chitarra nei brani Purple Haze di Ozzy Osbourne e Rock And Roll)
- 1990 - Bill Ward - Ward one - Along the way (chitarra nel brano Pink Clouds An Island)
- 1991 - Dweezil Zappa - Confessions (chitarra nei brani Helpless, Stayin' Alive)
- 1991 - Britny Fox - Bite Down Hard (chitarra solista nel brano Six Guns Loaded)
- 1992 - Artisti Vari - Guitars that Rule the World (presente con il brano Farm Fiddlin')
- 1992 - Coven, Pitrelli, Reilly - C.P.R. (chitarra nei brani CPR e I Wish)
- 1992 - Artisti Vari - L.A. Blues Authority (presente con il brano Baby Please Don't Go)
- 1993 - Stevie Salas - The Electric Pow Wow (chitarra nei brani Too Many Mountains e Teenage Love Affair)
- 1993 - Lynyrd Skynyrd - Still Burning Strong (chitarra acustica nei brani Coming Home, Charlie Daniels Improvisation, Down South Jukin, Mississippi Kid, Things Goin' On, Made In The Shade e Ballad Of Curtis Loew)
- 1994 - Blackfoot - After the Reign (chitarra nel brano After The Reign)
- 1997 - Carmine Appice - Carmine Appice's Guitar Zeus 2 (chitarra nel brano Code 19)
- 1997 - Nobuteura Mada - Hard Pressed (chitarra nel brano Kimi Dake No Tomorrow)
- 1997 - Tokma - Love (chitarra nel brano Love)
- 1998 - Artisti Vari - Merry Axemas, Vol. 2: More Guitars For Christmas (presente con il brano White Christmas)
- 1998 - Marcy - Re-set
- 2000 - Artisti Vari - Die Besten Aus Dem Wilden Westen - The "Two-Thousend & One" - Edition (chitarra, voce e basso nel brano All For You)
- 2001 - Artisti Vari - Ozzfest 2001: The Second Millennium
- 2001 - Derek Sherinian - Inertia (chitarra nei brani Frankenstein, Evel Knievel e What a Shame)
- 2001 - Artisti Vari - Rock Star (Music From The Motion Picture) (chitarra nei brani Livin' The Life, We All Die Young, Blood Pollution, Stand Up, Wasted Generation, Long Live Rock And Roll)
- 2001 - Artisti Vari - Themes of Horror
- 2002 - Artisti Vari - Ozzfest 2002
- 2004 - Damageplan - New Found Power (chitarra nel brano Reborn)
- 2005 - Fozzy - All That Remains (chitarra nel brano Wanderlust)
- 2009 - Dope - Addiction
- 2009 - Derek Sherinian - Molecular Heinosity (chitarra nei brani Wings of Insanity e So Far Gone)
- 2010 - My Darkest Days - Porn Star Dancing
- 2011 - Leslie West - Unusual Suspects (chitarra nei brani Nothing's Changed e The Party's Over)
- 2011 - Jamey Jasta - Jasta (chitarra nel brano The Fearless Must Endure)
- 2011 - Black Veil Brides - Rebels EP (chitarra nel brano Unholy)
- 2012 - The Rippingtons Featuring Russ Freeman - Built to Last (chitarra solista nel brano Monument/Monolith)
- 2017 - Andrew McKeag Band - Andrew McKeag Band (chitarra nel brano Never In My Life)
- 2019 - Hardy - Hardy Hixtape Vol. 1 (chitarra nel brano Turn You Down)
- 2020 - Derek Sherinian - The Phoenix (chitarra nel brano The Phoenix)
- 2022 - Derek Sherinian - Vortex (chitarra nel brano Die Cobra)
- 2022 - Ozzy Osbourne - Patient Number 9 (chitarra in quattro brani)

### Album tributo
- 1997 - Artisti Vari - Stairway to Heaven: A Tribute to Led Zeppelin (chitarra nei brani Black Dog, Stairway to Heaven, Kashmir; chitarra, voce e tastiera nel brano Going To California; chitarra e voce nel brano Good Times Bad Times)
- 1998 - Artisti Vari - Thunderbolt: A Tribute to AC/DC
- 1999 - Artisti Vari - Humanary Stew: A Tribute to Alice Cooper
- 2006 - Artisti Vari - Welcome to the Nightmare: An All Star Salute to Alice Cooper (chitarra nel brano Go to Hell)
- 2012 - Artisti Vari - Going to Hell - A Tribute to Alice Cooper (chitarra nel brano Go to Hell)
- 2012 - Artisti Vari - Re-Machined A Tribute to Deep Purple's Machine Head (chitarra nel brano Pictures of Home con i Black Label Society